# Botein
Botein (Delta d'Àries / δ Arietis) és una estrella de la constel·lació d'Àries. El nom deriva de l'àrab butain, dual de بطن baţn que significa "ventre". Delta Arietis és una gegant taronja de la magnitud aparent +4,35. Està aproximadament a 168 anys llum de la Terra i el seu diàmetre és 13 vegades el del Sol.